# Bloqueig de SIM

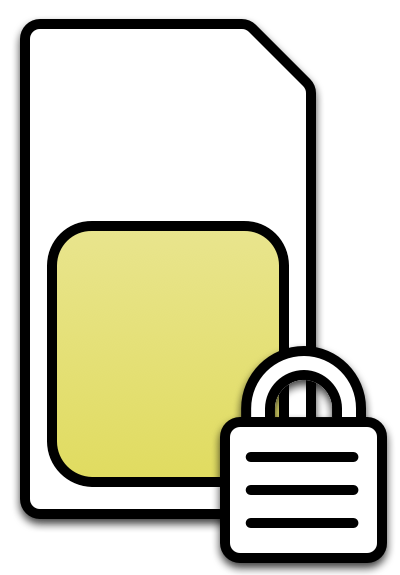
Logo clàssic del SIM lock

El bloqueig de SIM o bloqueig d'operador (en anglès SIM lock), és una restricció tècnica incorporada als telèfons mòbils GSM i CDMA pels fabricants de telèfons mòbils per a l'ús dels proveïdors de serveis que restringeixen l'ús d'aquests telèfons a països específics. i/o xarxes específiques. Això contrasta amb un telèfon (anomenat retrospectivament sense SIM lock o desbloquejat ) que no imposa cap restricció de SIM.

## Telèfons bloquejats
Un telèfon bloquejat és aquell en què un proveïdor de telecomunicacions ha modificat el microprograma del telèfon perquè sigui impossible introduir manualment els codis de desbloqueig de cap manera. L'única solució per desbloquejar aquest telèfon és canviar el microprograma per un que no hagi estat modificat per cap proveïdor de telecomunicacions, l'anomenat "microprograma sense marca".
En general, els telèfons es poden bloquejar per acceptar només targetes SIM amb determinades identitats internacionals de subscriptor mòbil (IMSI); Els IMSI es poden restringir per:
- Codi de país mòbil (MCC; p. ex., només funcionarà amb SIMs d'un país determinat)
- Codi de xarxa mòbil (MNC; per exemple, AT&amp;T Mobility, T-Mobile, Vodafone, Bell Mobility, etc.)
- Número d'identificació del subscriptor mòbil (MSIN; és a dir, associa de forma exclusiva SIM amb telèfon)

En alguns països, el bloqueig de SIM és molt comú si els telèfons subvencionats es venen amb contractes de prepagament. És important tenir en compte, però, que la tecnologia associada al telèfon ha de ser compatible amb la tecnologia que utilitza l'operador de xarxa. Un telèfon mòbil GSM només funcionarà amb un operador GSM i no funcionarà amb un proveïdor de xarxa CDMA. De la mateixa manera, un telèfon mòbil CDMA només funcionarà amb un operador CDMA i no funcionarà amb un proveïdor de xarxa GSM. Cal tenir en compte que els telèfons mòbils de gamma alta més nous (2013+) són capaços de suportar les tecnologies CDMA i GSM, la qual cosa permet als clients utilitzar els seus dispositius mòbils a qualsevol xarxa. Exemples d'aquests dispositius mòbils són els telèfons intel·ligents Apple iPhone 5c, 6 i posteriors, els telèfons intel·ligents G4, G5, X Pure de Motorola, Galaxy S6, S7 i S8 de Samsung, principalment telèfons basats en un chipset Qualcomm Snapdragon.
En algunes jurisdiccions, com ara Canadà, Xile, Xina, Israel, i Singapur, és il·legal que els proveïdors venguin dispositius bloquejats amb SIM. En altres països, és possible que els operadors no estiguin obligats a desbloquejar els dispositius o poden exigir que el consumidor pagui una tarifa pel desbloqueig.

### Espanya
El 1998, el regulador de telecomunicacions espanyol d'aquell moment, el Tribunal de Defensa de la Competencia (ara Comisión Nacional de los Mercados y la Competencia ), va veure que els operadors de telefonia mòbil espanyols ja proporcionaven codis de desbloqueig voluntàriament per una tarifa durant els primers 12 mesos i de manera gratuïta després. 12 mesos, per la qual cosa va decidir no establir cap marc legal a Espanya. CMT no ha revisat aquesta decisió des de llavors, per tant no hi ha lleis de bloqueig de SIM a Espanya.

## Possibilitat de desbloqueig
Desbloquejar el telèfon, però, és gairebé legal a tot el món. A més, sovint és legal que els operadors obliguin el bloqueig del SIM durant certs períodes, que varien segons la regió. El sistema d'alliberament per IMEI NO APLICA per a telèfons que estiguin reportats a la llista negra, desapareguts, robats o per manca de pagament. Alliberar un mòbil es pot convertir en una autèntica odissea, però bufen vents de canvi i les traves que posen les companyies telefòniques trontollen. Diversos informes d'autoritats competents interpreten que han d'alliberar els telèfons mòbils un cop complert el compromís de permanència.
La majoria de telèfons mòbils es poden desbloquejar per funcionar amb qualsevol proveïdor de xarxa GSM, però és possible que el telèfon encara mostri la marca original i no admeti les funcions del nou operador. A més del bloqueig, els telèfons també poden tenir instal·lat un microprograma específic per al proveïdor de xarxa. Per exemple, un telèfon de marca Vodafone o Telstra a Austràlia mostrarà el logotip corresponent i només pot ser compatible amb les funcions proporcionades per aquesta xarxa (per exemple, Vodafone Live!). Aquest microprograma l'instal·la el proveïdor de serveis i és independent del mecanisme de bloqueig.
En la majoria dels telèfons es pot eliminar el Logo de la marca si s'actualitza a una versió de microprograma diferent, un procediment recomanat només per a usuaris avançats. La raó per la qual molts proveïdors de xarxa bloquegen els seus telèfons és perquè ofereixen telèfons amb descompte als clients a canvi d'un contracte per pagar l'ús de la xarxa durant un període determinat, normalment entre un i tres anys. Aquest model de negoci permet a l'empresa recuperar el cost del telèfon durant la vida del contracte. Aquests descomptes valen fins a diversos centenars de dòlars dels EUA. Si els telèfons no estaven bloquejats, els usuaris podrien signar un contracte amb una empresa, obtenir el telèfon amb descompte, després deixar de pagar la factura mensual (per tant, trencar el contracte) i començar a utilitzar el telèfon en una altra xarxa o fins i tot vendre el telèfon per obtenir un benefici. El bloqueig del SIM limita això prohibint el canvi de xarxa (utilitzar un SIM aliè).

## Procediment de desbloqueig
Un telèfon es pot desbloquejar introduint un codi proporcionat per l'operador de xarxa. Els mecanismes alternatius inclouen el programa que s'executa al telèfon o un ordinador connectat al telèfon, els dispositius de maquinari que es connecten al telèfon o l'operador per aire. Normalment, el procés de desbloqueig és permanent. El codi necessari per eliminar tots els bloquejos d'un telèfon es coneix com a codi mestre, clau de codi de xarxa o codi de bloqueig múltiple . Si el telèfon està bloquejat a la xarxa, normalment mostrarà un dels missatges següents: PIN de la xarxa SIM bloquejat, Introduïu el PIN de bloqueig.
També hi pot haver diferents nivells de bloqueig col·locats al telèfon per xarxes, que bloquegen l'ús de les targetes SIM d'altres xarxes. Normalment es coneixen com a "clau de control de xarxa" (NCK) i "clau de control del proveïdor de serveis" (SPCK), a més, existeix un bloqueig regional específic d'Europa i s'anomena "clau de control regional" (RGCK).
Aquests bloquejos es poden eliminar mitjançant els codis de desbloqueig corresponents, que són únics per a cada telèfon en funció del seu IMEI.
Normalment, un telèfon bloquejat mostrarà un missatge si s'utilitza un SIM que tingui restricció, sol·licitant el codi de desbloqueig. Als models de telèfons amb S.O. d'Android, el telèfon mostrarà un missatge del tipus "PIN de desbloqueig de la xarxa SIM" o "Introdueix la clau de control de bloqueig de xarxa" si la xarxa està bloquejada. Els telèfons Windows mostren un missatge del tipus "Aquesta targeta SIM només es pot utilitzar en xarxes específiques. Poseu-vos en contacte amb el vostre centre d'atenció al client per obtenir el codi de desbloqueig". Altres telèfons poden mostrar missatges diferents, com ara "Introdueix el codi especial" o "Introdueix el codi de desbloqueig", o, en alguns casos, el telèfon simplement mostrarà un missatge indicant que està bloquejat. Un cop introduït un codi vàlid, el telèfon mostrarà un missatge del tipus "Xarxa desbloquejada" o "Desbloqueig de xarxa correcte".
El codi de desbloqueig el verifica el telèfon i el genera el fabricant, normalment mitjançant un algorisme com ara una funció hash unidireccional o trampa. De vegades, els grans proveïdors de telecomunicacions canvien els codis de desbloqueig de fàbrica originals com una capa addicional de seguretat contra els serveis de desbloqueig. Per a diverses grans marques com Samsung i Motorola no hi ha cap algorisme sinó només un generador de codi aleatori on els codis de desbloqueig es programen al mateix telèfon i després es guarden en una gran base de dades gestionada pel fabricant. Per a les altres marques on els codis de desbloqueig encara es basen en algorismes, es basen en el número IMEI i el codi MCC i s'han fet enginyeria inversa, s'han robat o s'han filtrat. Alguns telèfons es poden desbloquejar mitjançant un programa que genera un codi de desbloqueig a partir d'un número IMEI i dels detalls del país i de l'operador mitjançant l'algorisme específic del telèfon. Altres fabricants han adoptat un enfocament més prudent i han incrustat un nombre aleatori al microprograma del telèfon a mida del fabricant i la xarxa en nom de la qual s'ha aplicat el bloqueig. Aquests telèfons encara es poden desbloquejar mitjançant serveis en línia de l'operador, o bé s'han de connectar a l'ordinador amb un cable on un microprograma específic es saltarà la seguretat i desbloquejarà el telèfon. De vegades, això es fa mitjançant càlculs avançats per evitar la seguretat de la manera oficial i altres vegades sobreescrivint parts del microprograma on es manté l'estat de bloqueig o, fins i tot recuperant un telèfon que està totalment malmès pel bloqueig.
La majoria dels telèfons tenen mesures de seguretat integrades al seu microprograma que els protegeix dels intents repetits d'endevinar el codi de desbloqueig. Després d'introduir més d'un cert nombre de vegades, codis incorrectes, el telèfon es congela . Aquest és un estat on el telèfon mostrarà un missatge de seguretat que el telèfon necessita atenció. Els telèfons més antics ja no es podien utilitzar en absolut en aquest moment, però els telèfons intel·ligents moderns sovint continuen funcionant amb el SIM original, però requereixen un treball addicional per desbloquejar-los correctament. En situacions extremes, es pot utilitzar l'accés físic al microprograma intern mitjançant depuració en circuit (per exemple, mitjançant connectors JTAG en la placa de circuit). Aquest accés pot ser necessari per modificar el microprograma d'inicialització a l'arrencada.